# Besence
Besence est un village et une commune du comitat de Baranya en Hongrie.